# Jacob Isaac Horowitz
Jacob Isaac Horowitz (en hebreo: יעקב יצחק הורוביץ) conocido como el vidente de Lublin (en hebreo: החוזה מלובלין) (transliterado: Ha-Chozeh Mi-Lublin) (1745 - 1815) fue un rabino jasídico polaco.

## Introducción
Fue un discípulo del Dov Ber de Mezeritch. Continuó con sus estudios bajo la supervisión del Rebe Shmelke de Nikolsburg, y del Rabino Elimelech de Lizensk. Residió durante algún tiempo en Lantzut, antes de mudarse a Lublin.

## Historia

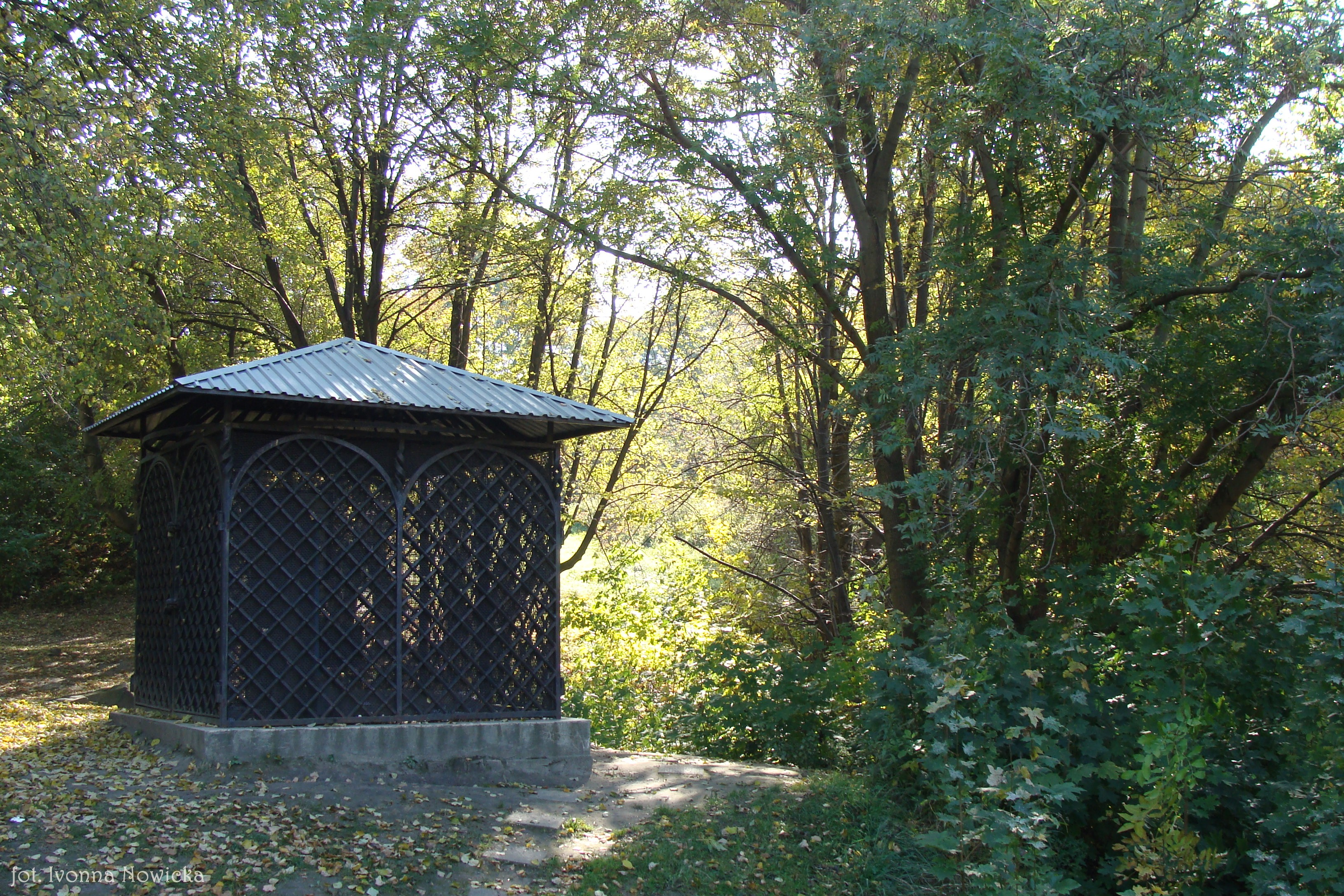
Tumba de Horowitz, el Vidente de Lublin.

Después de que se mudó a Lublin, miles de jasidim se dirigieron hacia allí, para aprender con él. Sus discípulos incluyeron el rabino Yaakov Yitzchak Rabinowicz. También se ganó una reputación como hacedor de milagros, que podía conseguir el Tikún, la reparación del alma, a los que buscaban su asistencia y guía. Durante su estancia en Lublin, él contó con la oposición del prominente Rabino Ezriel Horowitz. Yaakov Yitzchak era un descendiente de Isaías Horowitz, (en hebreo: ישעיה הלוי הורוביץ), también conocido como Shelah HaKadosh (en hebreo: של"ה הקדוש), un prominente rabino y un místico.
El Vidente de Lublin resultó herido al caer de una ventana durante la noche de Simjat Torá, y murió casi un año más tarde durante Tisha Be-Av a causa de las heridas relacionadas con esa caída. Él está enterrado en el antiguo cementerio judío de Lublin.

## Obras
Sus obras están contenidas en cuatro libros: Divrei Emet, Zot Zikaron, Zikaron Zot, y Zikaron Tov. En una compilación de esas obras, llamada Torat HaChozeh Mi-Lublin, sus comentarios han sido ordenados de manera alfabética, según los temas y de un modo acorde a la parashá, la porción semanal de la Torá.